# Łucka City

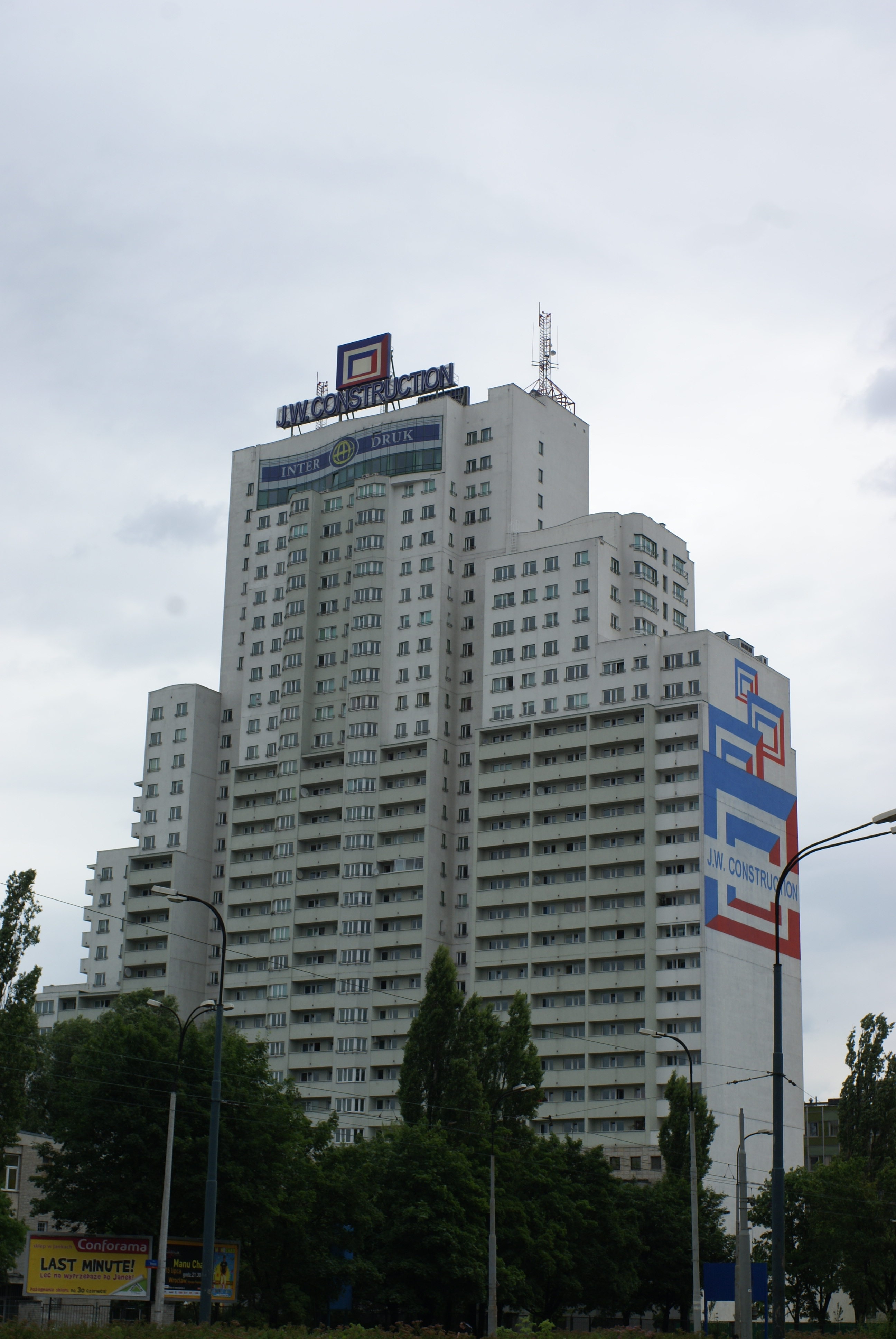
Das Hochhaus im Jahr 2008 aus westlicher Richtung gesehen

Das Łucka City ist ein 112 Meter hohes Wohnhochhaus im Warschauer Stadtdistrikt Wola. Es liegt an der Ulica Łucka 13/15, gehört mit seinen 30 oberirdischen Stockwerken zu den höchsten Wohngebäuden Polens und wurde in den Jahren 2000 bis 2004 von dem Entwickler J. W.Construction Holding S.A. errichtet. Architekten waren Maria Berko-Sas und Marek Sedzierski.
Das Objekt beinhaltet 342 Wohnungen in einer Größe zwischen 37 und 243 Quadratmetern. Drei unterirdische Geschosse bieten Parkplätze, auf weiteren fünf Stockwerken befinden sich Büroflächen und Serviceeinrichtungen. Sechs Hochgeschwindigkeitslifte, ein Schwimmbad mit Fitnessstudio und mehrere Aussichtsterrassen stehen den Bewohnern zur Verfügung. Ein Logo des Developers befindet sich auf dem Dach, ein weiteres war bis zum Jahr 2008 der Südseite sichtbar – bis an diese dann der niedrigere Prosta-Tower (ein Bürogebäude nach einem Projekt von Stefan Kuryłowicz) angebaut wurde.
Die klotzartige Architektur des Gebäudes ist stark umstritten, es wird als eines der hässlichsten Hochhäuser Warschaus gesehen. Vor allem werden die Massivität, das Fehlen an Leichtigkeit und Filigranität sowie die weiße Farbgebung kritisiert.